# Apamea tallosi
Apamea tallosi là một loài bướm đêm trong họ Noctuidae.